# Московский театр Олега Табакова
Московский театр Олега Табакова («Табакерка», Подвал, Подвальный театр) — театральный комплекс, основанный в 1987 году народным артистом СССР Олегом Табаковым. Театр включает в себя две сцены: на Малой Сухаревской площади и улице Чаплыгина, художественно-производственный комбинат и театральную школу. Официально театр открылся в 1987 году.

## История

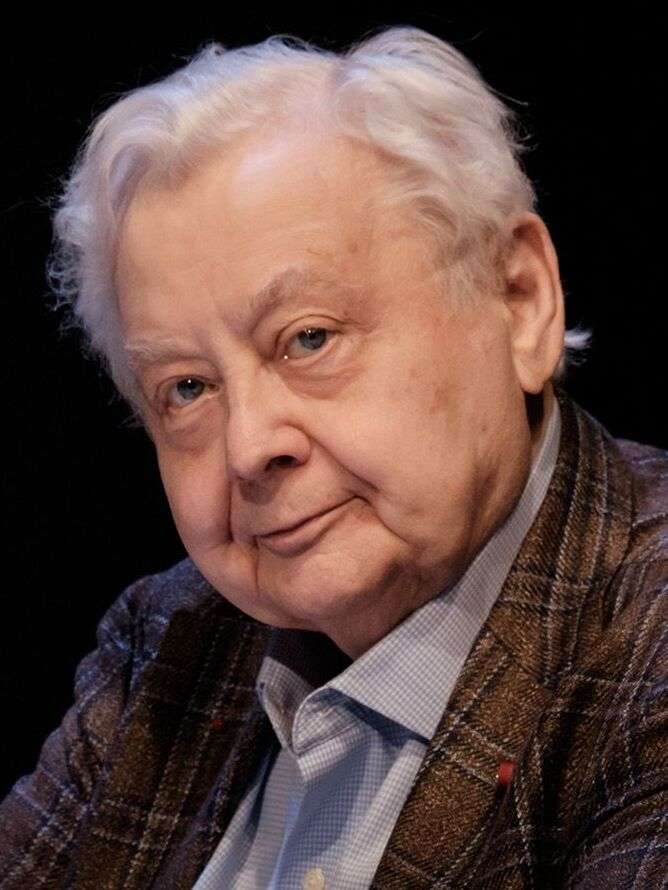
Олег Табаков, основатель и худрук театра (1986—2018)

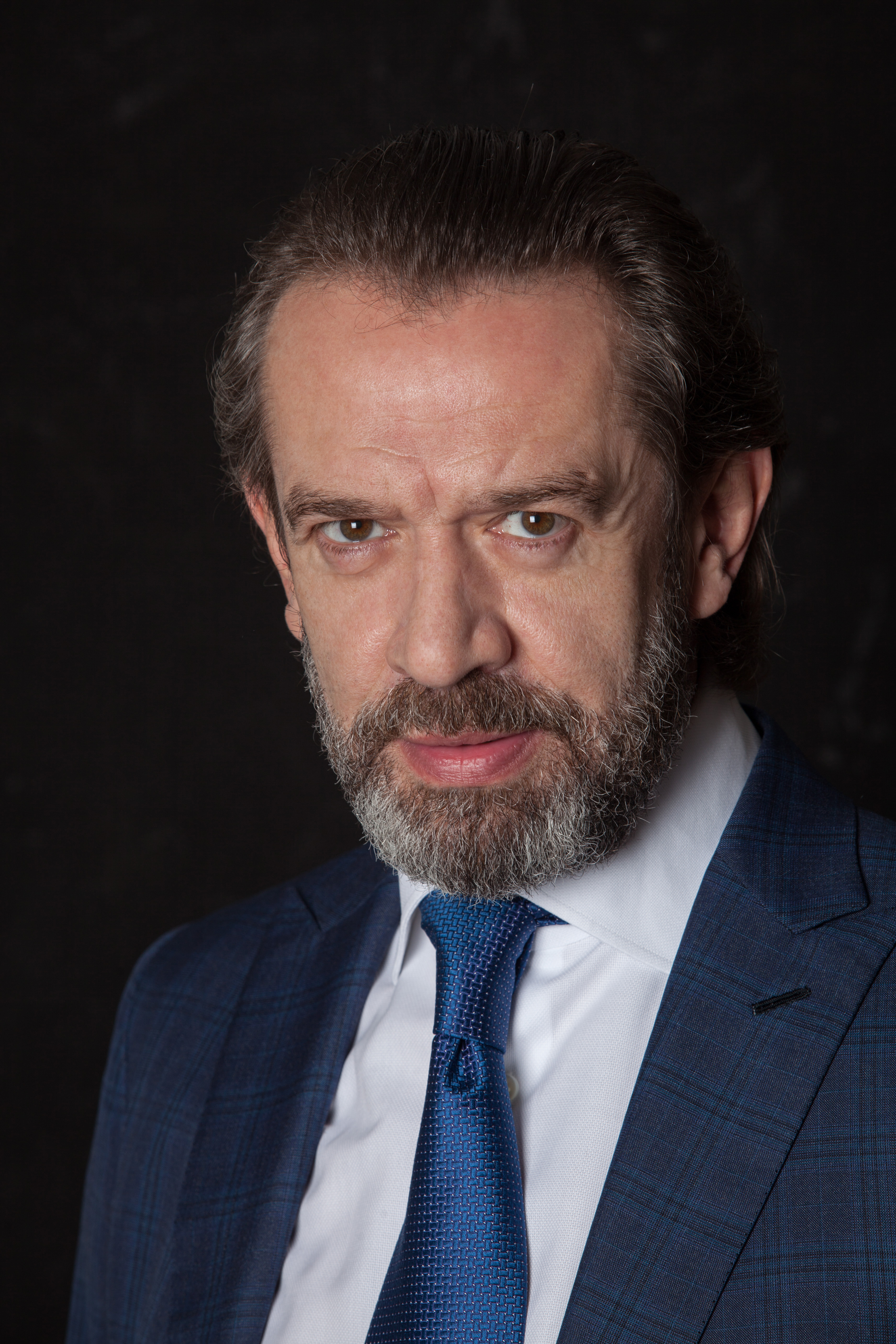
Владимир Машков, худрук театра с 2018 года

Скульптурная композиция «Драматурги», 2013

### Становление театра

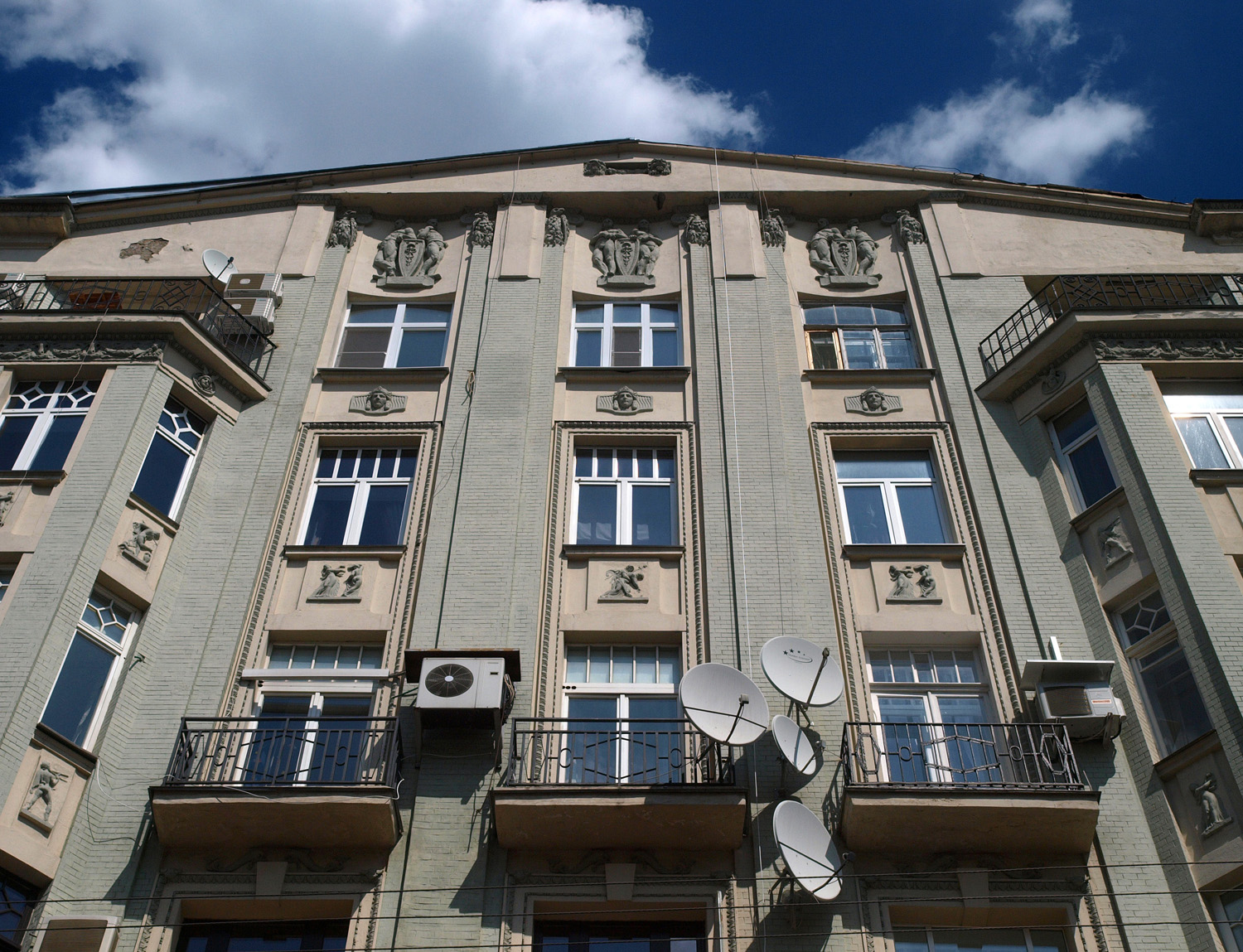
Здание на улице Чаплыгина, 1А, 2009

В 1974 году Олег Табаков создал студию, в которую на конкурсной основе отобрал 49 школьников. Занятия проходили во Дворце пионеров имени Надежды Крупской в переулке Стопани, расположенном неподалёку от Чистых прудов и театра «Современник». Детям преподавались актёрское мастерство, история мирового искусства, история русского театра, танец, сценическая речь, сценическое движение и пластика. В 1976 году Табаков набрал курс из двадцати шести студентов на базе ГИТИСа. Студентами стали восемь выпускников его студии: Надежда Лебедева, Игорь Нефёдов, Лариса Кузнецова, Марина Овчинникова, Виктор Никитин, Алексей Якубов, Ольга Топилина и Кирилл Панченко. На курс Табакова также поступили Сергей Газаров, Василий Мищенко, Алексей Селиверстов, Елена Майорова, Александр Марин, Михаил Хомяков, Марина Шиманская, Андрей Смоляков.
|  | Мы отсмотрели три с половиной тысячи московских детей в возрасте четырнадцати-пятнадцати лет, отобрав из них всего 49 человек… Через два года из сорока девяти человек осталось восемь. Я отчислял, отчислял и отчислял, оставляя лучших из лучших. Это было довольно жестоко, но и у меня была своя правда: я учил их не для чужого дяди, а для того, чтобы мы играли на одной сцене.Олег Табаков |

В 1977 году с помощью начальника Бауманского ремонтно-строительного участка Ю. Л. Гольцмана Табаков получил в оперативное управление бывший угольный склад по адресу улица Чаплыгина, 1а. Олег Табаков и его студенты самостоятельно очистили и отремонтировали это помещение для студии. В следующем году студия сыграла первый спектакль по пьесе Алексея Казанцева «С весной я вернусь к тебе» в постановке Валерия Фокина. Табаков и его ученики регулярно ставили спектакли, собирая полный зал. У театра появились неофициальные названия «Подвал», «Подвальный театр», «Табакерка».
|  | Театр-студия возник из идеи, настойчивости, характера, любви артистов друг к другу и, что особенно важно, из веры.Олег Табаков |

В 1980 году первый секретарь МГК КПСС Виктор Гришин запретил студии собираться и показывать спектакли, а Табакову — вести преподавательскую деятельность в течение года. Причиной этому послужило обвинение в идеологически неправильном прочтении образа Павла Корчагина в одной из постановок. Выпускники Табакова разошлись по разным театрам, однако продолжали собираться в «Табакерке» по ночам для репетиций и даже выпустили несколько премьер.
В 1982 году Табаков набрал новый актёрский курс, который впоследствии станет основой труппы театра. В него вошли Марина Зудина, Надежда Тимохина, Галина Чурилова, Сергей Беляев, Алексей Серебряков, Сергей Шкаликов, Александр Мохов, Евдокия Германова.
В 1986 году заместитель министра культуры подписал приказ о создании театра-студии под руководством Олега Табакова. Официальное открытие «Табакерки» состоялось 1 марта 1987 года спектаклем «Кресло» по повести Юрия Полякова «ЧП районного масштаба».

### Строительство новой сцены
В 1989 году Мосгорисполком передал «Табакерке» несколько зданий на Спартаковской улице около метро «Бауманская» для обустройства в них театра. Однако строительство не началось.
25 февраля 1997 года Правительство Москвы выпустило постановление, в котором говорилось о постройке многофункционального комплекса, включающего помещения для театра по адресу Фурманный переулок, владение 8. Финансирование должно было осуществиться за счёт продажи зданий на Спартаковской улице. Строительство снова не началось из-за дефолта 1998 года.
В 2001 году к проекту вернулись. Но при разработке архитектурной концепции и ландшафтно-визуального анализа выяснилось, что строительство театра на предложенном участке невозможно. Поэтому мэрия перенесла стройку на Триумфальную площадь, дом 1. По этому адресу находилась автостоянка, а до 1974 года — театр «Современник». В апреле 2003 года на совещании мэра Москвы строительство на Триумфальной площади было признано слишком дорогим и нецелесообразным. Помещения для театра решили расположить по адресу улица Гиляровского, владение 2-4 (Малая Сухаревская площадь, 5) в составе многофункционального комплекса.
Строительство на Сухаревской площади началось лишь в 2007 году. Актёры труппы заложили памятную капсулу с их автографами и фотографиями, а также послания будущим поколениям. В 2008 году из-за экономического кризиса стройку заморозили и возобновили только в 2012. В 2016 году здание многофункционального центра было завершено. Здание представляет собой разноэтажную постройку (5-11 этажей) с тремя подземными уровнями. Проект комплекса разработало архитектурное бюро «А-495» во главе с Павлом Качаравой. Финансирование возведения осуществлялось генеральным подрядчиком — строительной компанией «Ташир». «Табакерка» занимает площадь 5000 м² с цокольного по шестой этаж (театр занимает в центре помещения площадью более 19 тысяч м²). За счёт средств городского бюджета была выполнена отделка внутренних помещений театра, поставка, монтаж и пусконаладочные работы театрально-технологических систем, на эти деньги закупили вычислительную технику и музыкальные инструменты.
|  | Почти 20 лет, в течение которых строилась эта сцена, я ждал исполнения своей мечты, которая, к счастью, реализовалась.Олег Табаков |

Торжественное открытие сцены состоялось 15 сентября 2016 года и транслировалось на телеканале «Россия К». Среди гостей были художественный руководитель Театра сатиры Александр Ширвиндт, глава «Ленкома» Марк Захаров, председатель Союза театральных деятелей России Александр Калягин, художественный руководитель Театра имени Вахтангова Римас Туминас, вице-мэр Москвы Леонид Печатников и руководитель столичного департамента культуры Александр Кибовский. На вечере выступали Евгений Миронов и Виталий Егоров с комедийными номерами, Кристина Орбакайте, Полина Гагарина, Леонид Агутин, Александр Градский, воспитанники Академии русского балета имени Вагановой под руководством Николая Цискаридзе. Первый спектакль «Матросская тишина» по пьесе Александра Галича в постановке Олега Табакова сыграли 27 сентября.

### Современность
В 2007 году по инициативе Олега Табакова возле сцены на Чистых прудах установили скульптурную композицию из бронзовых фигур «Драматурги» в честь драматургов Александра Володина, Александра Вампилова и Виктора Розова. Авторами композиции являются ректор Санкт-Петербургской академии художеств Альберт Чаркин и директор музея-заповедника «Царское Село» Иван Саутов.
В 2017 году про театр был снят документальный фильм «Олег Табаков и его „Цыплята Табака“», премьера которого состоялась на Первом канале.
12 марта 2018 года скончался основатель и художественный руководитель театра Олег Табаков.
23 апреля 2018 года художественный руководитель Владимир Машков предложил переименовать театр. 4 июля 2018 пресс-служба заведения распространила заявление о том, что в новом сезоне Московский театр-студия под руководством Олега Табакова будет носить название «Театр Олега Табакова». 33-й сезон открылся в театре 4 сентября 2018 под новым названием и с новым логотипом.
14 марта 2020 года к 85-летию со дня рождения основателя театра у Новой сцены была открыта скульптурная композиция «Атом Солнца Олега Табакова», которая благодаря особенностям монтажа может менять местонахождение и экспонироваться в других местах.
29 марта 2022 года художественный руководитель театра, Владимир Машков, принял решение повесить огромную букву Z на фасаде нового здания театра на Малой Сухаревской площади в знак поддержки вторжения России в Украину.

## Состав театра

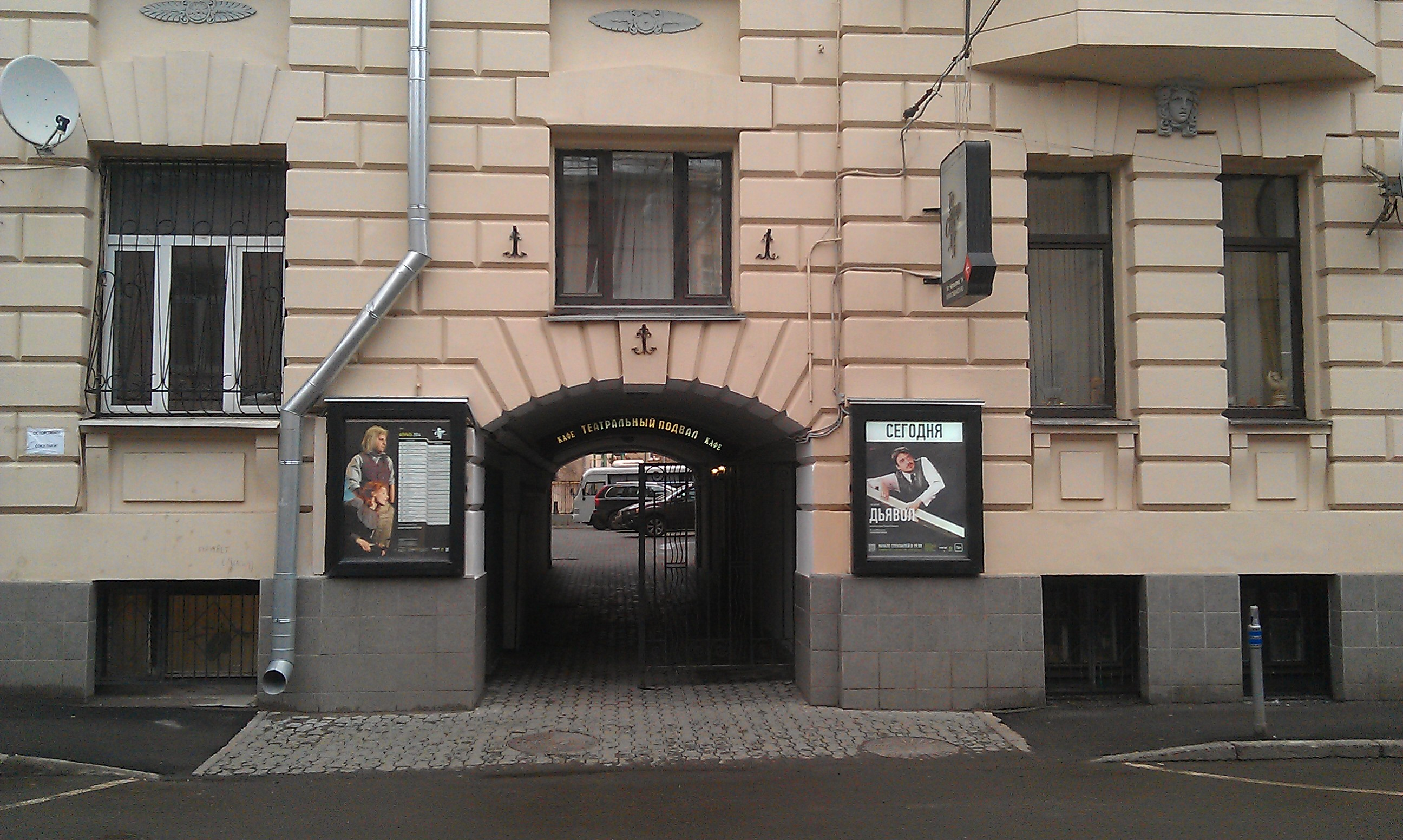
Вход в старое помещение театра на улице Чаплыгина, 2014

### Сцена на Чистых прудах
Театральная сцена представляет собой подвальное помещение в доме 1 на улице Чаплыгина. Здание было построено в 1910—1912 годах по проекту Густава Гельриха и предназначено для доходного дома братьев Грибовых. В помещении расположены зрительный и репетиционный зал, небольшое фойе и несколько административных кабинетов. Зрительный зал рассчитан на 114 мест, его площадь составляет 120 м².

### Сцена на Сухаревской

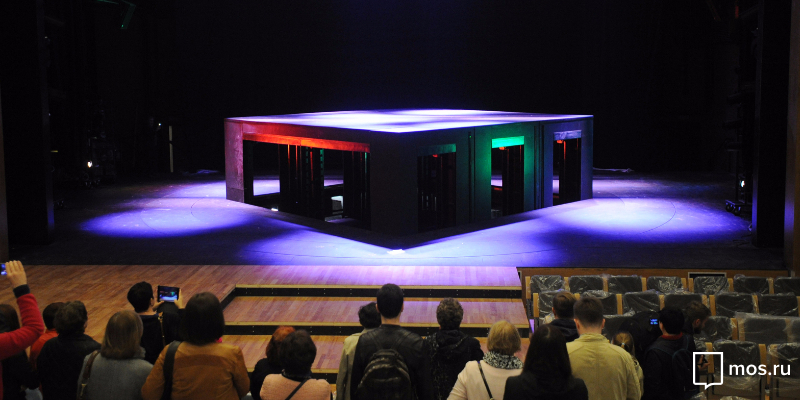
Сцена в здании на Сухаревской, 2016

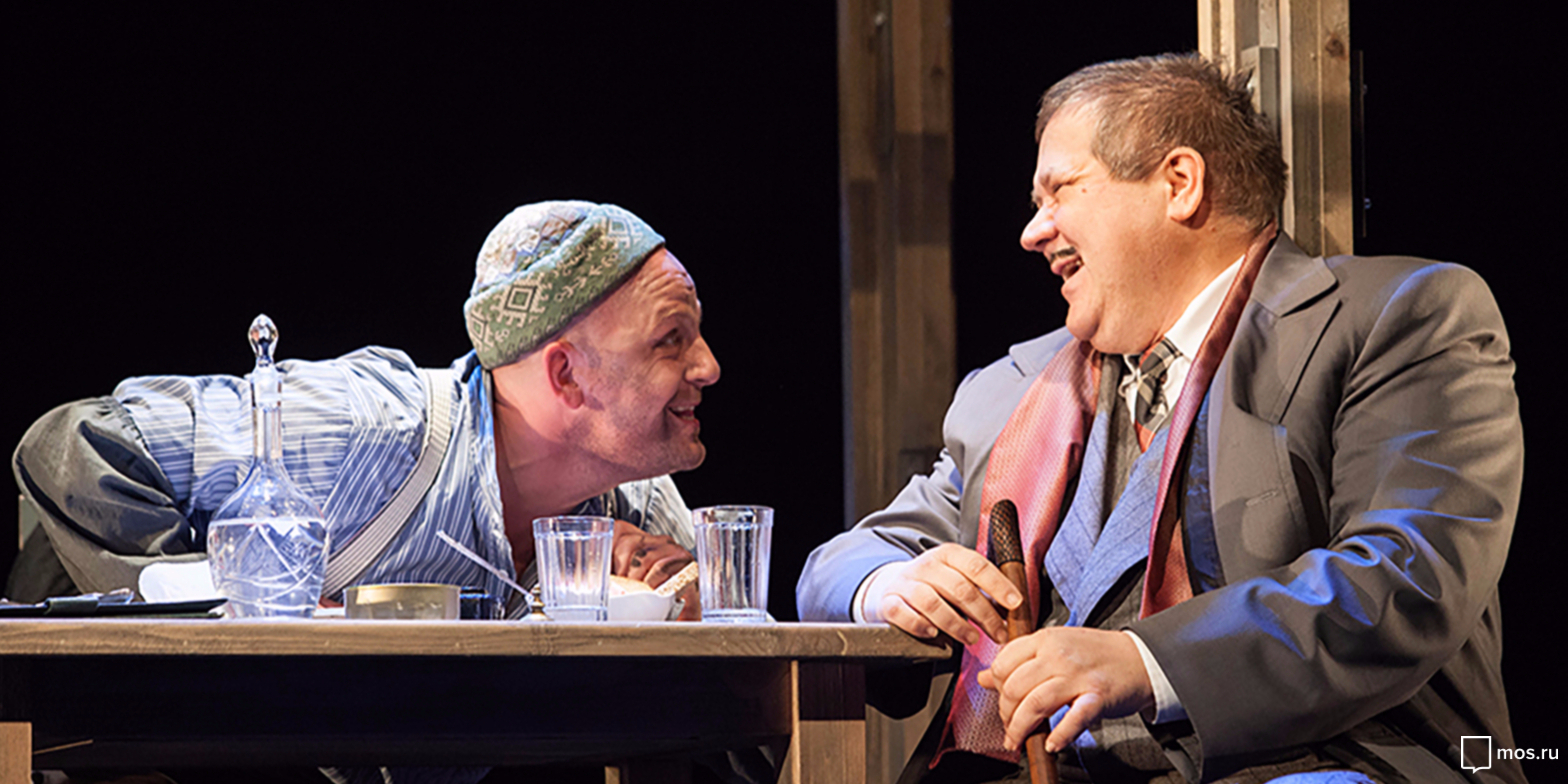
Спектакль «Матросская тишина», 2016

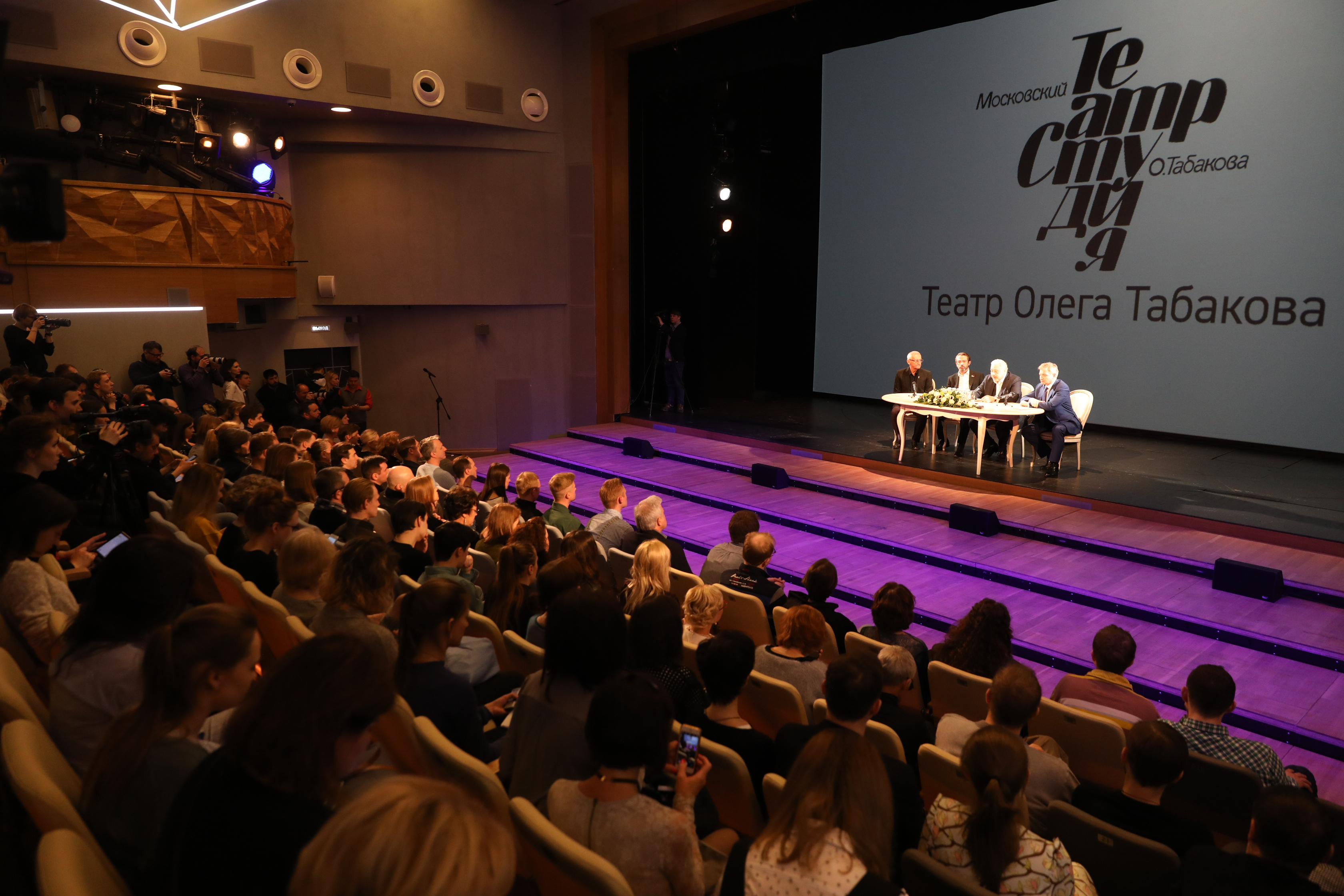
Сбор труппы театра, 2018

Зрительный зал театра рассчитан на 398 мест. В нём установлена система виртуальной акустики помещения, которая создаёт «эффект присутствия», погружая зрителей в акустическую атмосферу действия спектакля. Размер сцены составляет 12х6 метров по порталу, а её глубина — 13 метров. Площадка оборудована системой барабанного круга с кольцом, люками-провалами, тремя встроенными подъёмно-опускными плунжерами, механизмом трансформации планшета сцены, за счёт которого может увеличиваться в глубину на 4,5 метра, обеспечивая появление авансцены путём опускания первых четырёх рядов в трюм, комплексом верхней механики (электромеханические беспротивовесные декорационные и точечные подъёмы, софитный мост, софитные фермы).
В театре имеется репетиционный зал, соответствующий размерам сцены
. Фойе оформлено с использованием керамогранита, нержавеющей стали, стекла и дерева.

### Художественно-производственный комбинат
Художественно-производственный комбинат расположен по адресу Ижорский проезд, дом 7. На нём производятся декорации, бутафория, мебель и различная рекламная продукция как для самой «Табакерки», так и для других театров. В состав комбината входят слесарно-сварочный, столярный и бутафорский цеха, цех высокотехнологичной печати, электроцех и мастерская по пошиву мягких декораций.

### Театральная школа
В 2008 году правительство Москвы распорядилось о создании театрального колледжа под руководством Олега Табакова. Школа открылась в 2009-м в доме 20 по улице Чаплыгина, однако обучение началось лишь в 2010-м.
Московский театральный колледж при ГБУ культуры Москвы «Московский театр под руководством Олега Табакова» представляет собой колледж-пансионат и даёт среднее профессиональное образование. Финансирование деятельности колледжа осуществляется за счёт бюджета Москвы. Колледж не оказывает платных образовательных услуг. Максимально в колледже могут обучаться 72 человека. Ежегодно производится набор 24 учащихся среди детей 14-15 лет, окончивших 9 классов. Для этого педагоги театра ездят по городам России и устраивают кастинги. Школа обеспечивает учеников питанием и проживанием.
|  | Принципиальным отличием нашего актёрского колледжа стало то, что в течение года педагоги сами колесят по стране в поисках юных талантов. А то, что театр нуждается в самородках из глубинки и начинать учиться актёрскому мастерству надо непременно сызмальства, — это моё давнее убеждение.Олег Табаков |

В сентябре 2020 года было объявлено, что Школа Олега Табакова стала высшим учебным заведением, где обучение будет проводиться по программе интегрированного среднего и высшего образования.
Общая площадь здания школы составляет 2608,5 м². Помещения колледжа включают спальни (размещение по 2-3 человека), столовую, прачечную, комнаты для самостоятельной работы, библиотеку, административные и учебные помещения, музыкальные и гримёрные классы, балетный зал, учебный театр на 72 места, гримёрные и костюмерные, комнаты отдыха, медицинский кабинет.

## Труппа
В театре играли: Сергей Безруков, Евгений Миронов, Алексей Серебряков, Андрей Смоляков, Валерий Николаев, Ирина Апексимова, Анастасия Заворотнюк, Наталья Тенякова, Яна Троянова, Марина Зудина, Павел Табаков, Ольга Блок-Миримская, Денис Никифоров, Максим Матвеев. 
В разные годы в «Табакерке» ставили спектакли Владимир Машков, Валерий Фокин, Евгений Каменькович, Кама Гинкас, Адольф Шапиро, Андрей Житинкин, Миндаугас Карбаускис, Александр Мохов.
Народные артисты
- Марина Зудина
- Владимир Машков
- Михаил Хомяков

Заслуженные артисты
- Сергей Беляев
- Дмитрий Бродецкий
- Александр Воробьёв
- Евдокия Германова
- Виталий Егоров
- Павел Ильин
- Марина Салакова
- Надежда Тимохина
- Сергей Угрюмов
- Марианна Шульц

Артисты театра
- Арина Автушенко
- Дарья Безсонова
- Анастасия Богатырева
- Илья Богомолов
- Михаил Бочаров
- Василий Бриченко
- Анастасия Дворянская
- Арина Долгих
- Артур Касимов
- Наталья Качалова
- Аркадия Киселев
- Алексей Князев
- Ольга Красько
- Александр Кузьмин
- Алёна Лаптева
- Александр Лимин
- Владислав Миллер
- Евгений Миллер
- Владислав Наумов
- Василий Неверов
- Ангелина Пахомова
- Игорь Петров
- Наталья Попова
- Максим Сачков
- Яна Сексте
- Севастьян Смышников
- Анастасия Тимушкова
- Алексей Усольцев
- Ксения Утехина
- Никита Уфимцев
- Александр Фисенко
- Вячеслав Чепурченко
- Павел Чернышёв
- Аня Чиповская
- Павел Шевандо

Приглашённые артисты
- Паулина Андреева
- Дарья Антонюк
- Кристина Бабушкина
- Ростислав Бакланов
- Ольга Барнет
- Маргарита Безбородова
- Евгения Борзых
- Алексей Вакарчук
- Дмитрий Власкин
- Алина Воскресенская
- Юлиана Гребе
- Анна Гуляренко
- Светлана Колпакова
- Владимир Краснов
- Татьяна Кузнецова
- Дмитрий Куличков
- Олеся Ленская
- Авангард Леонтьев
- Александр Марин
- Игорь Миркурбанов
- Дарья Мороз
- Ирина Пегова
- Алина Петрова
- Борис Плотников
- Кирилл Рубцов
- Пётр Рыков
- Раиса Рязанова
- Афанасий Сальников
- Александр Семчев
- Сергей Сосновский
- Екатерина Стеблина
- Данила Стеклов
- Максим Теняков
- Ася Усольцева
- Андрей Фомин
- Роза Хайруллина
- Егор Хасьянов
- Игорь Хрипунов
- Иван Шибанов
- Сергей Чонишвили
- Мария Шумилова

## Награды театра

### Золотая маска
- В 1996 — Ольга Яковлева за лучшую женскую роль в «Последних» Адольфа Шапиро (Специальная премия жюри) (сезон 1995/96)[46]
- В 1996 — Олег Табаков за лучшую мужскую роль в «Последних» Адольфа Шапиро (Специальная премия жюри) (сезон 1995/96)[47]
- В 2000 — «Комната смеха» Камы Гинкаса в номинации «Лучший спектакль в драме (сезон 1998/99)»
- В 2005 — «Когда я умирала» Миндаугаса Карбаускиса в номинации «Лучший драматический спектакль малой формы» (сезон 2003/04)"
- В 2005 — Миндаугас Карбаускис за спектакль «Когда я умирала» в номинации «Работа режиссёра» (сезон 2003/04)"[48]
- В 2007 — «Рассказ о семи повешенных» получил «Приз критиков и журналистов (сезон 2005/06)»[9][49]
- В 2008 — Миндаугас Карбаускис за спектакль «Рассказ о Счастливой Москве» в номинации «Работа режиссёра» (сезон 2007/08)"[48]
- В 2008 — Ирина Пегова за роль Москвы Честновой в спектакле «Рассказ о Счастливой Москве» Миндаугаса Карбаускиса в номинации «Лучшая женская роль» (сезон 2007/08)[50]"

### Хрустальная Турандот
- В 1995 — «Смертельный номер» в номинации «Лучший спектакль театрального сезона»
- В 1998 — «Ещё Ван Гог…» Валерия Фокина
- В 2004 — «Когда я умирала» в номинации «Лучший спектакль театрального сезона»
- В 2006 — «Рассказ о семи повешенных» в номинации «Лучший спектакль театрального сезона»[9][49]

### Гвоздь сезона
- В 2005 — «Дядя Ваня», «Когда я умирала», «Солдатики» получили «Малый гвоздь»
- В 2007 — «Рассказ о семи повешенных» получил «Малый гвоздь»
- В 2011 — «Wonderland-80» получил «Малый гвоздь»[49][49]

### Московский театральный фестиваль
- В 2006 — «Рассказ о семи повешенных» получил золотой диплом в номинации «Лучший спектакль московского театрального сезона 2005/06»[49]

### Премия газеты «Московский комсомолец»
- В 1998 — «Ещё Ван Гог…» Валерия Фокина в номинации «Экспериментальный спектакль („Мэтры“)»
- В 1998 — «Камера обскура» в номинации «Лучший спектакль („Начинающие“)»
- В 2004 — «Солдатики» в номинации «Лучший спектакль („Начинающий“)»
- В 2006 — «Рассказ о семи повешенных» в номинации «Лучший актёрский ансамбль»
- В 2009 — «Старший сын» в номинации «Лучший спектакль („Полумэтры“)»
- В 2011 — «Околоноля» [gangsta fiction] в номинации «Лучший спектакль („Полумэтры“)»
- В 2012 — «Дьявол» в номинации «Лучший спектакль („Начинающие“)»[49]
- В 2015 — «Мадонна с цветком» в номинации «Лучший спектакль малой формы („Полумэтры“)»
- В 2020 — «Ревизор» в номинации «Лучший спектакль»
- В 2020 — «Ночь в отеле» в номинации «Лучший актёрский ансамбль»